# 坪站
坪站（日语：／ Tsubo eki */?）是位於青森縣上北郡天間林村（現時：七戶町）大字天間館，南部縱貫鐵道的南部縱貫鐵道線車站（廢站）。

## 歷史
- 1962年（昭和37年）10月20日 - 南部縱貫鐵道線開通，此站啟用（一般車站）[1]。
- 1969年（昭和44年）3月31日 - 隨著車站無人化，結束處理貨物。撤走側線。
- 1997年（平成9年）5月6日 - 南部縱貫鐵道線暫停營業[2]。
- 2002年（平成14年）8月1日 - 南部縱貫鐵道線廢線，此站也廢除[3]。

## 車站結構
截至車站廢除前，此站是地面車站，設有1面1線的單式月台。此站是無人車站。原本此站是有人車站，當時設有貨車專用側線和車站大樓，當中車站大樓在廢站前仍然存在。在無人化前，站內可處理貨物。

## 廢線後
在廢線後，月台、車站大樓與路軌還存在。在2005年，車站大樓和路軌被撤走，現時遺留了月台和路堤。另外，站前的平交道在車站大樓撤走後仍然曾經存在一段時間，後來也被撤走了。

## 相鄰車站
南部縱貫鐵道
南部縱貫鐵道線
後平－坪－坪川

## 注腳
1. ↑  運輸省鐵道監督局監修《民鐵要覧》鐵道圖書刊行會，1979年，13頁
2. ↑   31 (8). 鐵道雜誌社: 104. 1997-08 （日语）.
3. ↑  . RAIL FAN (鐵道友之會). 2002年10月号, 49 (10): 22 （日语）.